# Paul Lasne
Paul Bastien Lasne (Saint-Cloud, 16 de enero de 1989) es un exfutbolista francés que jugaba en la posición de centrocampista.

## Trayectoria
Formado en las inferiores del F. C. Girondins de Burdeos, en 2008 pasó a integrar el plantel mayor del club, con el que firmó su primer contrato profesional en 2009. En enero de 2010 fue cedido al L. B. Châteauroux, equipo en el que jugó nueve partidos. A mediados de ese año fue cedido nuevamente, esta vez al A. C. Ajaccio. En junio de 2011, firmó contrato con el Ajaccien por tres años. En 2014 fichó por el Montpellier H. S. C. por cuatro años.
En 2019 fichó por el Stade Brestois 29, club con el que renovó en el mercado invernal de 2021 tras abandonarlo por una grave lesión seis meses antes. A inicios de la temporada 2022-23 fichó por el Paris F. C., con el que jugó 35 partidos en dos años antes de poner fin a su carrera.

## Clubes
| Club                       | País    | Año       |
| -------------------------- | ------- | --------- |
| F. C. Girondins de Burdeos | Francia | 2009-2011 |
| L. B. Châteauroux (cedido) | Francia | 2010      |
| A. C. Ajaccio (cedido)     | Francia | 2010-2011 |
| A. C. Ajaccio              | Francia | 2011-2014 |
| Montpellier H. S. C.       | Francia | 2014-2019 |
| Stade Brestois 29          | Francia | 2019-2022 |
| Paris F. C.                | Francia | 2022-2024 |